# Південна Замбоанга
Південна Замбоанга (чав.: Provincia de Zamboanga del Sur, себ.: Probinsya sa Zamboanga del Sur, суб.: S'helatan Sembwangan/Sembwangan dapit Shelatan, іранун: Pagabagatan a Diambangan) — провінція Філіппін, розташована в регіоні Півострів Замбоанга на острові Мінданао. Адміністративним центром є місто Пагадіан. Місто Замбоанга адміністративно не відноситься до провінції, хоча територіально розташоване в провінції Південна Замбоанга. Адміністративно провінція поділяється на 26 муніципалітетів.

## Географія
Площа провінції становить 4 500 км2. Провінція займає південну частину півострова Замбоанга на заході острова Мінданао. Південна Замбоанга межує на півночі з провінцією Північна Замбоанга, на заході — з провінцією Замбоанга-Сібугай, на північному сході — з провінцією Західний Місаміс, на сході — з провінцією Північне Ланао, на південному сході омивається водами затоки Ілана, на півдні — затокою Моро.

### Клімат
Провінція має відносно високий рівень середньорічних опадів — 1600-3500 мм на рік. Температура протягом року коливається від +22°С до +35°С.

## Економіка
Економіка провінції базується на сільському господарстві. Основною видами продукції є кокосове масло, корми для тваринництва, вирощування рису та кукурудзи, обробка фруктів, ремісництво, деревообробне виробництво, меблі з ротанґа та бамбука, морська та аквакультура, а також будівельні послуги та виробництво мармуру, бетону та дерев'яних будівельних матеріалів.